# Проект 571

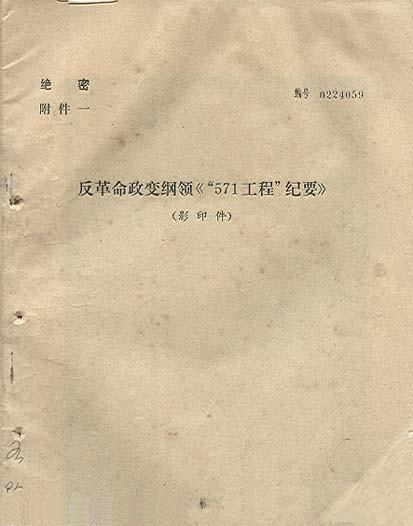

«Проект 571» (кит. 五七一工程纪要) — программная декларация и оперативный план государственного переворота, составленный в 1971 году группой китайских военных — сторонников маршала Линь Бяо. Название происходило от китайского звучания «571» — 武起义 — «вооружённое восстание». Документ содержал резкую критику правящей группы во главе с Мао Цзэдуном, особенно «шанхайской банды». Не был претворён в жизнь из-за раскрытия заговора и гибели его участников в авиакатастрофе при попытке побега.
Иногда термином «Проект 571» обозначается заговор Линь Бяо и его сторонников в целом. При этом следует учитывать, что вокруг данного исторического события сохраняется много неясностей. Исследователи обычно исходят из официальных оценок 1970—1980-х годов и воспоминаний участников, которые могут быть тенденциозными.

## Политическая изоляция Линь Бяо
В период Культурной революции заместитель председателя ЦК КПК министр обороны КНР маршал Линь Бяо был официально объявлен преемником Мао Цзэдуна и считался вторым лицом в партии и государстве. Однако к началу 1970-х амбиции наследника стали вызывать у Мао Цзэдуна раздражение и опасения. Резко обострилась борьба за власть между Линь Бяо и группировкой «шанхайских радикалов», во главе которой стояла жена Мао Цзэдуна Цзян Цин. Наиболее жёсткие конфликты происходили у Линь Бяо с партийным руководителем Шанхая Чжан Чуньцяо и куратором партийной печати Яо Вэньюанем. «Шанхайцы» явно решили не допустить прихода Линь Бяо на высшие посты.
Серьёзно осложнились отношения министра обороны с премьером Госсовета КНР Чжоу Эньлаем. Причина состояла в разногласиях по внешнеполитическому курсу. Линь Бяо выступал за продолжение одновременной конфронтации с СССР и США, тогда как Чжоу Эньлай предлагал примирение и сближение с США.
В этих конфликтах Мао Цзэдун взял сторону противников Линь Бяо. Министр обороны решился оказать сопротивление. Он рассчитывал на ресурс своего влияния в НОАК. Однако непосредственная организация заговора осуществлялась лишь узким кругом ближайших сподвижников во главе с сыном Линь Бяо — лейтенантом китайских ВВС Линь Лиго.
21 марта 1971 на авиабазе в Шанхае Линь Лиго встретился со своими ближайшими сподвижниками — Чжоу Ючи, Ю Синьюем и Ли Вэйсином. На этой встрече был в целом сформулирован «Проект 571». Окончательный текст к 27 марта подготовил Ю Синьюй.

## Программа и планы
Основное место в тексте — 7 разделов из 9 — занимает политическая декларация. Авторы документа резко критиковали политику «Культурной революции», лично Мао Цзэдуна и его ближайших сподвижников начала 1970-х.
Верхушка маоистского режима обвинялась в «искажениях марксизма-ленинизма», «социал-фашизме», «феодальной автократии», «контрреволюционности», «некомпетентности», «расправах и убийствах». Мао Цзэдун характеризовался как диктатор и «современный Цинь Шихуанди», потворствующий «троцкистам» (при этом делался прозрачный намёк на его возрастную недееспособность). Говорилось о бедственном положении различных социальных групп населения КНР — нищете крестьян, «замаскированной эксплуатации» рабочих, превращении хунвэйбинов в «пушечное мясо».
Изменить положение предполагалось военным мятежом — «насильственной революцией, которая остановит эволюцию к деградации». Заговорщики анализировали, какие воинские части могут оказать им поддержку. Расчёт делался в основном на корпуса ВВС и на элитные подразделения 20-й и 38-й армий, находившиеся в прямом подчинении Линь Бяо. Выражалась уверенность в массовой поддержке партии и армии (оглашался соответствующий призыв к КПК и НОАК) и намерение начать переговоры с СССР. С большой откровенностью было сказано о предстоящей расправе с «шанхайской бандой». В общих чертах обсуждались варианты устранения Мао Цзэдуна — взрыв поезда или железнодорожного моста, применение напалма, пистолетный выстрел.
Впоследствии эксперты высказывали мнение, что военно-оперативная сторона не соответствовала квалификации Линь Бяо — мастера сухопутных операций и маневренной войны, стратега эффективной атаки. Опора на авиацию и собственных «преторианцев» была для него не характерна. В целом план выглядел иллюзорным, что опять же не вязалось с известным реализмом Линь Бяо. Из этого делался вывод, что сам он не имел отношения к составлению «Проекта 571».
Некоторые фигуры и понятия в тексте были зашифрованы. Например, Мао Цзэдун подразумевался под термином B-52 (название американского бомбардировщика указывало на якобы проамериканскую направленность политики Мао). Окружение Мао Цзэдуна было названо «корабль главных врагов». Чжан Чуньцяо, Яо Вэньюань и другие «шанхайские радикалы» именовались «троцкистскими писателями». Сторонники Линь Бяо — Ван Вэйго, Чэнь Лиюн, Цзян Тэнцзяо — объединялись под общим именем «Ван Чэнь Цзян».
Девиз заговорщиков «Смерть, но не бесчестье» — 不成功便成仁— применялся в армии Чан Кайши и гоминьдановской системе военной подготовки.

## Провал заговора
15 августа 1971 Мао Цзэдун отбыл из Пекина в южные провинции, чтобы обсудить с местными руководителями повестку назначенной на сентябрь партийной конференции. Там предполагалось определить дальнейшую судьбу Линь Бяо. Было очевидно, что его ожидает как минимум отставка со всех постов, а возможно и арест. 8 сентября Линь Бяо распорядился ускорить подготовку переворота, наделив своего сына оперативными полномочиями.
Линь Лиго и Чжоу Ючи запланировали убить Мао Цзэдуна 11 сентября, при возвращении поезда из Шанхая в Пекин. Однако Мао Цзэдун неожиданно изменил маршрут. Подготовка стала известна Отряду 8341 и Центральному бюро безопасности КПК благодаря дочери Линь Бяо Линь Доудоу. 12 сентября Мао Цзэдун вернулся в Пекин. Расследование заговора возглавил Чжоу Эньлай.
Осознав провал, заговорщики сделали попытку бежать. Вначале они предполагали направиться в Гуанчжоу и оттуда организовать сопротивление. Но власти плотно контролировали положение. Тогда было решено бежать в СССР.
Ранним утром 13 сентября 1971 Линь Бяо, его жена Е Сюнь, Линь Лиго и несколько ближайших сподвижников сели в самолёт и взяли курс на северо-восток. Однако из-за недостатка топлива (как предполагается) самолёт разбился близ монгольского Ундерхаана. Все находившиеся на борту погибли.

## Репрессии и суд
Власти КНР объявили о раскрытии заговора и приступили к чистке командного состава НОАК от сторонников Линь Бяо. Официальную версию «разгрома контрреволюционной группировки» сформулировал Чжан Чуньцяо. В течение месяца были отстранены от должности около тысячи офицеров и генералов, многие из них арестованы. Однако из непосредственных участников заговора удалось арестовать только Ли Вэйсина — остальные погибли 13 сентября в авиакатастрофе, а Чжоу Ючи в тот же день покончил с собой.
При жизни Мао Цзэдуна судебный процесс по «делу Линь Бяо» не был проведён. Подозреваемые в причастности плотно изолировались без суда. Процесс открылся лишь в ноябре 1980 года. Примечательно, что наряду со сторонниками Линь Бяо на скамье подсудимых к тому времени оказалась и «шанхайская банда», в том числе Чжан Чуньцяо и Яо Вэньюань. Процесс был назван «судом над контрреволюционными группировками Линь Бяо и Цзян Цин». Победу в борьбе за власть одержала «третья сила» — Дэн Сяопин и его сторонники — политика которых восходила к планам Чжоу Эньлая.
По части «контрреволюционной группировки Линь Бяо» проходили бывший начальник Генерального штаба НОАК Хуан Юншэн, бывший командующий ВВС НОАК У Фасянь, бывший политкомиссар ВМС НОАК Ли Цзопэн, начальник логистического управления НОАК Цю Хуэйцзо и политкомиссар ВВС Нанкинского военного округа Цзян Тэнцзяо. Все они были осуждены на длительные сроки заключения.
Показания подсудимых подтвердили организующую роль Линь Лиго в «заговоре Линь Бяо».

## Последствия и оценки
По предложению Чжоу Эньлая в 1972 году «Проект 571» был опубликован в «Жэньминь жибао» — разумеется, с разоблачительными комментариями. Четыре года спустя, 5 апреля 1976, на площади Тяньаньмэнь в Пекине произошли массовые протесты. Лозунги демонстрантов, направленные против Мао Цзэдуна и Цзян Цин, сравнения режима с временами Цинь Шихуанди, призывы возродить «подлинный марксизм-ленинизм» со всей очевидностью свидетельствовали о влиянии «Проекта 571». Но при этом протестующие выражали симпатии не к Линь Бяо, а к Чжоу Эньлаю.
Некоторые современные исследователи полагают, что, несмотря на тоталитарную фразеологию, «Проект 571» отражал исторические потребности Китая — выход из тупика «Культурной революции» и промышленную модернизацию. Но эти планы ассоциируются скорее с фигурой Чжоу Эньлая, нежели Линь Бяо. Реализовываться они стали с конца 1970-х, в реформах Дэн Сяопина.